# LOSCリール
LOSCリール（フランス語: Lille Olympique Sporting Club, フランス語発音: [lil ɔlɛ̃pik spɔʁtɪŋ klœb]）は、フランス・リールに本拠地を置くサッカークラブチーム。一般にはリール（Lille）、LOSCとも呼ばれる他、かつての略称であるリールOSCが今日でも使用されていることがある。

## 概要
愛称はLes Dogues（猛犬）であり、エンブレムにも犬が描かれている。リーグ・アン（旧ディヴィジオン・アン）で4回、クープ・ドゥ・フランスで6回の優勝を誇る名門である。
1944年に設立されると、1945-46シーズン、1953-54シーズン、2010-11シーズン、2020-21シーズンの4回リーグ・アンで優勝し、6回クープ・ドゥ・フランスで優勝した。クープ・ドゥ・フランスで3連覇を達成したことがあるのはリールとFCレッドスター・サン＝トゥアンの2クラブのみである。最も成功を収めた10年間は1945年から1955年までの期間であり、この期間はジョージ・ベリー監督とAndré Cheuva監督が采配を振るい、ディヴィジョン・アン優勝2回、クープ・ドゥ・フランス優勝5回を誇った。
かつてはヴィルヌーヴ＝ダスク近郊にあるスタジアム・ノール・リール・メトロポールをホームスタジアムとしていたが、2012年にグラン・スタッド・リール・メトロポールにホームスタジアムを移転した。南西約30kmの距離にあるパ＝ド＝カレー県・ランスに本拠地を置くRCランスとはライバル関係にあり、両者の対戦はデュルビ・デュ・ノール（北部ダービー）と呼ばれる。

## 歴史

### 黎明期

オリンピック・リロワの紋章

1944年9月23日、SCフィヴ（1901年創設）とオリンピック・リロワ（1902年創設）が合併して誕生した。前身クラブのリロワは1932-33シーズンにリーグ優勝しており、1939年にもSCフィヴとの合併を協議していたが、合意には至らず、地元のIris Club Lilloisと合併してオリンピック・リロワとなっていた。第二次世界大戦やヴィシー政府のプロサッカー禁止令の影響で、多くの選手はアマチュアリーグでプレーした。当初の名称はスタッド・リロワ(Stade Lillois)であり、1944-45シーズンに先駆けた親善試合2試合をこの名称で戦ったが、1944年11月10日に監督らがミーティングを行ない、クラブ名称をリール・オランピク・スポーティング・クラブ(Lille Olympique Sporting Club)に変更した。この名称はオリンピック・リロワ(LO)とSCフィヴ(SC)に敬意を払ってのものである。ホーム用ユニフォームにはリロワが使用していた赤色と白色を採用し、アウェー用にはフィヴが使用していた青色を採用した。フィヴの元会長であるルイ・エノがリールの初代会長に就任した。

### 黄金期
第二次世界大戦後、リールはプロリーグに復帰してディヴィジョン・アンに登録され、エノ会長はイングランド人のジョージ・ベリーを監督に招いた。また、Joseph Jadrejak、Marceau Somerlinck、Jules Bigot、フランソワ・ブルボット、Jean Baratte、Jean Lechantreなど、かつてのフィヴとリロワの選手たちを呼び寄せることにも成功した。彼らのおかげで、1945年のクープ・ドゥ・フランスでは決勝に進出。コロンブのスタッド・オランピック・イヴ＝ドゥ＝マノワールで行われた決勝では、より経験豊かなラシン・クラブ・ド・フランスに0-3で敗れた。1945年にはディヴィジョン・アンが復活し、リールは1945-46シーズンのディヴィジョン・アンとクープ・ドゥ・フランスのダブル（2冠）を達成して驚きをもたらした。ディヴィジョン・アンでは26試合で28得点を挙げたRené Bihelに導かれ、ASサンテティエンヌに勝ち点1差でトロフィーを獲得した。決勝でFCレッドスター・サン＝トゥアンと対戦したクープ・ドゥ・フランスでは、Bihel、Bolek Tempowski、Roger Vandooren（2得点）の得点で勝利した。地元紙によって「War Machine」というニックネームが付けられた。ベリー監督はエノ会長とたびたび衝突し、シーズン終了後に退任してAndré Cheuvaが新監督に就任した。
優勝の立役者となったベリー監督は去ったが、Cheuva監督の下でも調子を維持し、1946-47シーズンのリーグ戦では4位となった。クープ・ドゥ・フランスの決勝ではRCストラスブールと対戦し、2-0で破って2連覇を果たした。1947-48シーズンはリーグ戦こそオリンピック・マルセイユに次ぐ2位だったが、クープ・ドゥ・フランスでは決勝でローカル・ライバルのRCランスと対戦し、Baratteが86分に決勝点を挙げて3連覇を達成した。その後の4シーズンも継続して3位以内に入った。1950-51シーズンのラテン・カップでは決勝に進出したが、ACミラン（イタリア）に敗れた。JadrejakとBigotが去ったが、リールは1952-53シーズン（4回目）と1954-55シーズン（5回目）にもクープ・ドゥ・フランスで優勝した。1955年以降は2011年まで優勝に見放された。

### 低迷期
Baratte、Lechantre、Sommerlynck、1950年に獲得したCor van der Hartなどもチームを去り、リールは負のスパイラルに足を踏み入れた。フランス国内で有望株を探すのに苦労し、エノ会長は獲得対象を外国出身選手にも広げた。1954年、1954 FIFAワールドカップでハンガリー代表として優れたプレーを見せたディフェンダーのジョゼフ・ザカリアスに興味を持った。しかし、同年の第一次インドシナ戦争終結後、ザハリアスの新天地での名声獲得願望を利用しようと企んだチェコスロバキアの退役軍人が、ザカリアスになり済ました。この偽ザカリアスはフランスを訪れ、「鉄のカーテンを開き、自由の側を選択する」と宣言することでリールとの契約の意思を明らかにした。エノ会長は彼の本人同一確認書類を見落とし、正式に契約を済ませて報道陣に紹介した。しかし、1954年7月2日に行なわれた試合で偽ザカリアスの計略が明るみに出た。その下手糞なプレーを見て、観客と報道陣はすぐにザカリアス本人でないことに気付き、彼はプレー中に逮捕された。偽ザハリアスはなりすましを白状し、懲役2年の判決を受けた。フランスにおけるリールの名声は完全に傷つき、海外にも話が広まると、やがてリールはスポーツ面での名声も失っていった。 クープ・ドゥ・フランス優勝からわずか2年後の1955-56シーズン、リールは16位に終わり、クラブ史上初のディヴィジョン・ドゥ（2部）降格となった。わずか1シーズンでディヴィジョン・アン復帰を果たしたが、その2年後の1959年には再びディヴィジョン・ドゥに降格した。同年夏にはエノ会長が退任し、Cheuva監督が辞任した。
2度目の降格は財政難を招き、当時のフランス最高額の移籍金（1900万フランス・フラン）でジャン・ヴァンサンをスタッド・ランスに売却するなど、多くの主力選手を売らざるを得なかった。1959年から1978年まではエレベータークラブとしてディヴィジョン・アンとディヴィジョン・ドゥを行き来した。1969年にはフランスアマチュア選手権(CFA)まで落ち込んだ。15クラブ中10位だったにもかかわらず、運営上の理由によって、フランスサッカー連盟(FFF)とフランスプロリーグ機構(LFP)にディヴィジョン・ドゥ昇格を許された。1977-78シーズン終了後にディヴィジョン・アン復帰を果たし、その後の19シーズンはディヴィジョン・アンの地位を維持した。この期間の最高位は6位であり、昇格初年度の1978-79シーズンと1990-91シーズンに記録した。

### ルコント会長時代
1994年にはベルナール・ルコントが会長に就任し、ルコント会長はLFPの財政基準外転落からクラブを救った。ルコント会長は高額な移籍金で有望株を獲得するのではなく、下部組織での選手の育成を重要視することに回帰し、ベノワとブルーノのシェイルー兄弟や、他の多くの若手有望株を下部組織に連れてきた。1996-97シーズン終了後、リールはディヴィジョン・ドゥ降格となった。
1998年、名称に「リール・メトロポール」を含むスポーツクラブのみに補助金を出すことを目的としたリール都市共同体の方針に基づいて「LOSCリール・メトロポール（LOSC Lille Métropole）」と名称を変更した。
1999-2000シーズン終了後、ボスニア・ヘルツェゴビナ人のヴァイッド・ハリルホジッチ監督の下でディヴィジョン・アン復帰を果たした。2000-01シーズンは3位となり、2001-02シーズンにはUEFAチャンピオンズリーグの本選グループリーグを戦った。2002年1月、有名映画プロデューサーのミシェル・セイドゥがクラブの株式を購入して小規模株主となった。

### セイドゥ会長時代

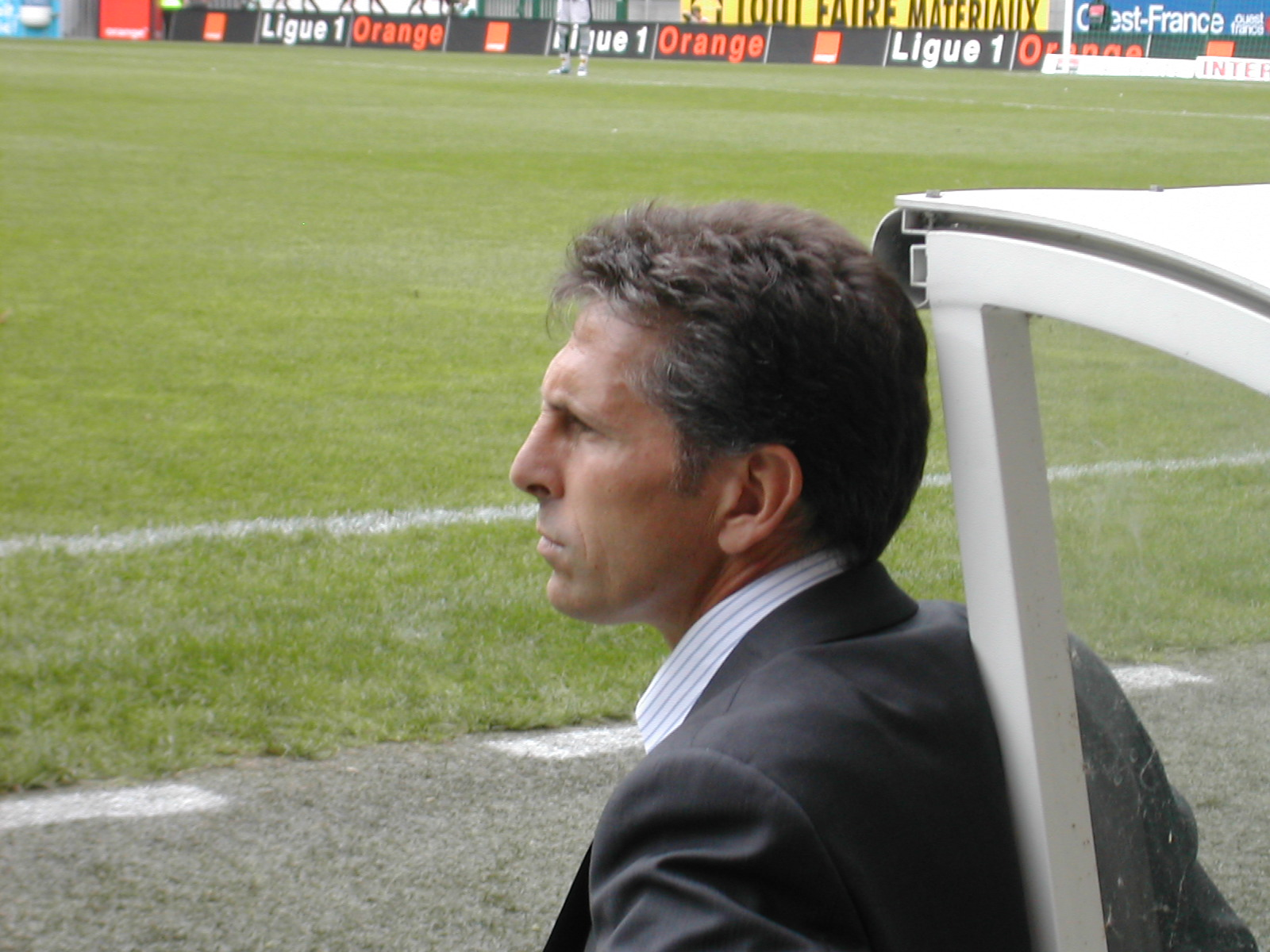
2002年から2008年までリールを率いたクロード・ピュエル監督

2002年夏には、かつてASモナコを指揮したクロード・ピュエルが監督に就任した。2004年夏、セイドゥはクラブ株式の過半数を得てクラブの会長に就任した。彼の会長下初年度となった2004-05シーズンには、リヨンに次ぐ2位でシーズンを終え、クラブ史上初めてUEFAチャンピオンズリーグ本選グループリーグからの出場権を獲得。ASモナコやオリンピック・マルセイユを抑え、多くのフランスのサッカーファンを驚かせた。また、同シーズンのUEFAカップではベスト16となった。2005-06シーズンにも安定したプレーぶりで3位となった。2005年11月2日、UEFAチャンピオンズリーグのマンチェスター・ユナイテッドFC戦では強豪相手に白星を挙げた。4大会（国内リーグ、国内カップ、国内リーグカップ、CL）を掛け持ちした2006-07シーズンはリーグ戦で10位に終わったが、UEFAチャンピオンズリーグのグループリーグではACミランに次ぐ2位となり、クラブ史上初めて決勝トーナメントに進出したが、議論の余地のある試合の末にマンチェスター・Uに敗れた。2007-08シーズンにはパトリック・クライファートなどのベテランに加えて才能ある若手が台頭し、リーグ戦で7位となった。
（ミシェル・）セイドゥ会長にはジェローム（・セイドゥ）という兄弟がおり、ジェロームはオリンピック・リヨンの株主である。リールからリヨンに移籍する選手は数多く、2000年代後半だけでもエリック・アビダル（2004年）、マチュー・ボドメ（2007年）、カデル・ケイタ（2007年）、ジャン・マクーン（2008年）、ミチェル・バストス（2009年）などがいる。2007年から2009年にかけては、バストス、マクーン、ケヴィン・ミララスなど、何人かの中心選手を他クラブに売却した。2008年6月にはピュエル監督が退任してリヨン指揮官に転任し、リュディ・ガルシア監督が就任。ミシェル・セイドゥ会長はジェルヴィーニョ、フローラン・バルモン、リオ・マヴュバ、ピエール＝アラン・フローなどの名選手を獲得し、「リールは売り手クラブである」という認識の払拭に努めた。ガルシア監督は若手のアディル・ラミをレギュラーに抜擢し、ベルギー人のエデン・アザールを下部組織からトップチームに昇格させた。移籍市場での動きやクラブ方針の転換は直ちに実を結び、2008-09シーズンは5位でUEFAヨーロッパリーグ出場権を獲得。ガルシア監督のリールは攻撃的なスタイルで強い印象を与え、2009-10シーズンはリーグ最多の72得点を挙げて4位に躍進した。2010-11シーズンには、1954年以来57年ぶり3度目のリーグ制覇を果たした。ストライカーのムサ・ソウが25得点を挙げてリーグ得点王に輝き、17得点15アシストのアザールがリーグ最優秀選手に選出された。チームは2シーズン連続でリーグ最多の68得点を挙げると、クープ・ドゥ・フランスでも優勝し、リーグとカップの2冠を達成した。
2012-2013シーズンからグラン・スタッド・リール・メトロポールに本拠地を移転し、クラブ名とエンブレムを変更した（現在のエンブレムは2018年から）。

### ロペス会長時代
2016-2017シーズンは、開幕から低迷し、11月18日のオリンピック・リヨン戦に敗れ、降格圏の19位に転落したことでフレデリック・アントネッティは解任された。後任にはアシスタントコーチであったパトリック・コロが暫定監督に就任。また2017年1月には、ルクセンブルク出身の実業家でロータスF1チームの代表などを務めるジェラール・ロペスがクラブを買収し、新会長に就任した。

## スタジアム
クラブが創設された1944年から1974年はスタッド・アンリ・ジョリをホームスタジアムとしていた。このスタジアムはかつてオリンピック・リロワが使用していたスタジアムであり、SCフィヴェとの合併後はリールの所有物となった。スタジアム名は1910年から1932年までオリンピック・リロワの会長を務めたアンリ・ジョリに由来している。1974年、30年近く使用することになるスタッド・グリモンプレ・ジョリに移転し、1975年10月28日にフェイエノールト（オランダ）を招いて落成記念試合が行なわれた。グリモンプレ・ジョリが老朽化したため、2003年、クラブはスタジアムが建っている場所に新スタジアムを建設すると発表し、2004-05シーズンからは一時的に郊外のヴィルヌーヴ＝ダスクにあるスタジアム・ノール・リール・メトロポールに移転した。行政的・政治的手続きの遅延により、建設計画は不透明な状態におかれ、計画は結局2005年に取り消された。リール市がヴィルヌーヴ＝ダスクとLezennesに位置するグラン・スタッド・リール・メトロポール建設への資金補助を決定したのは2006年だったが、リール都市圏がグリモンプレ・ジョリの取り壊し費用供出に同意し、正式に取り壊しが開始されたのは2010年3月22日になってからだった。スタッド・ノール・リール＝メトロポールはUEFAチャンピオンズリーグの開催基準を満たしていなかったため、同大会のホームゲームはスタッド・フェリックス・ボラール（RCランスのホームスタジアム）やサン＝ドニのスタッド・ドゥ・フランスを借りて使用した。2011年に欧州サッカー連盟(UEFA)が新レギュレーションを採用し、スタッド・ノール・リール＝メトロポールの使用が可能となった。新スタジアムは2012年に完成し、UEFA EURO 2016の開催予定地となった。8月17日、2012-13シーズンのホーム開幕戦のASナンシー戦(1-1)が初試合となり、45,000人を集めた。
- 1944-1974 スタッド・アンリ・ジョリ
- 1974-2004 スタッド・グリモンプレ・ジョリ
- 2004-2012 スタジアム・ノール・リール・メトロポール
- 2012- グラン・スタッド・リール・メトロポール

## タイトル

### 国内タイトル
- リーグ・アン（ディヴィジオン・アン）：4回

1945-46, 1953-54, 2010-11, 2020-21
- クープ・ドゥ・フランス：6回

1945-46, 1946-47, 1947-48, 1952-53, 1954-55, 2010-11
- トロフェ・デ・シャンピオン：1回

2021
- リーグ・ドゥ（ディヴィジオン・ドゥ）：4回

1963-64, 1973-74, 1977-78, 1999-00
- クープ・ガンバルデッラ：1回

1960

### 国際タイトル
- UEFAインタートトカップ:1回

2004

## 過去の成績
| シーズン  | リーグ戦                   | リーグ戦 | リーグ戦 | リーグ戦 | リーグ戦 | リーグ戦 | リーグ戦 | リーグ戦 | リーグ戦 | カップ戦     | リーグ杯     |
| シーズン  | ディビジョン               | 試       | 勝       | 分       | 敗       | 得       | 失       | 点       | 順位     | カップ戦     | リーグ杯     |
| --------- | -------------------------- | -------- | -------- | -------- | -------- | -------- | -------- | -------- | -------- | ------------ | ------------ |
| 1944-45   | ディヴィジョン・アン       | 22       | 14       | 0        | 8        | 69       | 37       | 28       | 5位      | 準優勝       |              |
| 1945-46   | ディヴィジョン・アン       | 34       | 19       | 7        | 8        | 89       | 44       | 45       | 1位      | 優勝         |              |
| 1946-47   | ディヴィジョン・アン       | 38       | 20       | 7        | 11       | 89       | 52       | 47       | 4位      | 優勝         |              |
| 1947-48   | ディヴィジョン・アン       | 34       | 20       | 7        | 7        | 82       | 51       | 47       | 2位      | 優勝         |              |
| 1948-49   | ディヴィジョン・アン       | 34       | 21       | 5        | 8        | 102      | 40       | 47       | 2位      | 準優勝       |              |
| 1949-50   | ディヴィジョン・アン       | 34       | 20       | 5        | 9        | 79       | 44       | 45       | 2位      | 準々決勝敗退 |              |
| 1950-51   | ディヴィジョン・アン       | 34       | 17       | 7        | 10       | 57       | 43       | 41       | 2位      | ベスト16     |              |
| 1951-52   | ディヴィジョン・アン       | 34       | 19       | 6        | 9        | 85       | 50       | 44       | 3位      | 準々決勝敗退 |              |
| 1952-53   | ディヴィジョン・アン       | 34       | 15       | 10       | 9        | 61       | 43       | 40       | 4位      | 優勝         |              |
| 1953-54   | ディヴィジョン・アン       | 34       | 17       | 13       | 4        | 49       | 22       | 47       | 1位      | ベスト32     |              |
| 1954-55   | ディヴィジョン・アン       | 34       | 11       | 8        | 15       | 61       | 58       | 30       | 16位     | 優勝         |              |
| 1955-56   | ディヴィジョン・アン       | 34       | 10       | 4        | 20       | 58       | 65       | 24       | 16位     | ベスト32     |              |
| 1956-57   | ディヴィジョン・ドゥ       | 38       | 21       | 10       | 7        | 99       | 51       | 52       | 3位      | 準々決勝敗退 |              |
| 1957-58   | ディヴィジョン・アン       | 34       | 17       | 3        | 14       | 71       | 59       | 37       | 6位      | ベスト32     |              |
| 1958-59   | ディヴィジョン・アン       | 38       | 9        | 11       | 18       | 56       | 78       | 29       | 18位     | ベスト32     |              |
| 1959-60   | ディヴィジョン・ドゥ       | 38       | 12       | 12       | 14       | 62       | 62       | 36       | 11位     | 準々決勝敗退 |              |
| 1960-61   | ディヴィジョン・ドゥ       | 36       | 14       | 12       | 10       | 49       | 43       | 40       | 9位      | ベスト32     |              |
| 1961-62   | ディヴィジョン・ドゥ       | 36       | 14       | 9        | 13       | 64       | 56       | 37       | 8位      | ベスト64     |              |
| 1962-63   | ディヴィジョン・ドゥ       | 36       | 15       | 8        | 13       | 63       | 59       | 38       | 7位      | ベスト64     |              |
| 1963-64   | ディヴィジョン・ドゥ       | 34       | 22       | 6        | 6        | 62       | 29       | 50       | 1位      | ベスト32     |              |
| 1964-65   | ディヴィジョン・アン       | 34       | 10       | 14       | 10       | 57       | 43       | 34       | 9位      | ベスト32     |              |
| 1965-66   | ディヴィジョン・アン       | 38       | 12       | 6        | 20       | 51       | 71       | 30       | 18位     | ベスト16     |              |
| 1966-67   | ディヴィジョン・アン       | 38       | 15       | 8        | 15       | 48       | 50       | 38       | 10位     | ベスト16     |              |
| 1967-68   | ディヴィジョン・アン       | 38       | 9        | 9        | 20       | 35       | 52       | 27       | 19位     | ベスト64     |              |
| 1968-69   | ディヴィジョン・ドゥ       | 40       | 14       | 14       | 12       | 56       | 51       | 40       | 13位     | ベスト32     |              |
| 1969-70   | ディヴィジョン・ナシオナル | 28       | 9        | 6        | 13       | 40       | 47       | 24       | 10位     | ベスト64     |              |
| 1970-71   | ディヴィジョン・ドゥ       | 30       | 19       | 6        | 5        | 56       | 25       | 44       | 1位      | ベスト32     |              |
| 1971-72   | ディヴィジョン・アン       | 38       | 8        | 10       | 20       | 43       | 68       | 26       | 18位     | ベスト64     |              |
| 1972-73   | ディヴィジョン・ドゥ       | 34       | 19       | 6        | 9        | 60       | 26       | 44       | 3位      | ベスト16     |              |
| 1973-74   | ディヴィジョン・ドゥ       | 34       | 24       | 8        | 2        | 68       | 21       | 67       | 1位      | ベスト32     |              |
| 1974-75   | ディヴィジョン・アン       | 38       | 15       | 5        | 18       | 53       | 56       | 39       | 13位     | ベスト16     |              |
| 1975-76   | ディヴィジョン・アン       | 38       | 14       | 8        | 16       | 59       | 73       | 40       | 13位     | ベスト16     |              |
| 1976-77   | ディヴィジョン・アン       | 38       | 7        | 7        | 24       | 40       | 67       | 21       | 19位     | ベスト32     |              |
| 1977-78   | ディヴィジョン・ドゥ       | 34       | 21       | 9        | 4        | 75       | 28       | 51       | 1位      | ベスト16     |              |
| 1978-79   | ディヴィジョン・アン       | 38       | 11       | 18       | 9        | 67       | 62       | 40       | 6位      | 準々決勝敗退 |              |
| 1979-80   | ディヴィジョン・アン       | 38       | 12       | 11       | 15       | 45       | 49       | 35       | 13位     | ベスト16     |              |
| 1980-81   | ディヴィジョン・アン       | 38       | 10       | 11       | 17       | 55       | 71       | 31       | 17位     | 準々決勝敗退 |              |
| 1981-82   | ディヴィジョン・アン       | 38       | 13       | 8        | 17       | 46       | 54       | 34       | 14位     | ベスト64     |              |
| 1982-83   | ディヴィジョン・アン       | 38       | 13       | 8        | 17       | 38       | 45       | 34       | 13位     | 準決勝敗退   |              |
| 1983-84   | ディヴィジョン・アン       | 38       | 13       | 11       | 14       | 49       | 49       | 37       | 9位      | ベスト64     |              |
| 1984-85   | ディヴィジョン・アン       | 38       | 9        | 13       | 16       | 37       | 45       | 31       | 16位     | 準決勝敗退   |              |
| 1985-86   | ディヴィジョン・アン       | 38       | 13       | 11       | 14       | 40       | 48       | 37       | 10位     | ベスト32     |              |
| 1986-87   | ディヴィジョン・アン       | 38       | 12       | 10       | 16       | 39       | 38       | 34       | 14位     | 準々決勝敗退 |              |
| 1987-88   | ディヴィジョン・アン       | 38       | 13       | 10       | 15       | 45       | 40       | 36       | 12位     | 準々決勝敗退 |              |
| 1988-89   | ディヴィジョン・アン       | 38       | 15       | 11       | 12       | 50       | 38       | 56       | 8位      | ベスト16     |              |
| 1989-90   | ディヴィジョン・アン       | 38       | 12       | 9        | 17       | 43       | 52       | 33       | 17位     | ベスト16     |              |
| 1990-91   | ディヴィジョン・アン       | 38       | 11       | 17       | 10       | 39       | 37       | 39       | 6位      | ベスト32     |              |
| 1991-92   | ディヴィジョン・アン       | 38       | 11       | 13       | 14       | 31       | 34       | 35       | 13位     | ベスト64     |              |
| 1992-93   | ディヴィジョン・アン       | 38       | 7        | 16       | 15       | 26       | 48       | 30       | 17位     | ベスト64     |              |
| 1993-94   | ディヴィジョン・アン       | 38       | 8        | 16       | 14       | 41       | 52       | 32       | 15位     | ベスト64     |              |
| 1994-95   | ディヴィジオン・アン       | 38       | 13       | 9        | 16       | 29       | 44       | 48       | 14位     | ベスト32     | ベスト32     |
| 1995-96   | ディヴィジオン・アン       | 38       | 9        | 12       | 17       | 27       | 50       | 39       | 17位     | 準々決勝敗退 | ベスト16     |
| 1996-97   | ディヴィジオン・アン       | 38       | 8        | 11       | 19       | 32       | 58       | 35       | 19位     | ベスト16     | ベスト32     |
| 1997-98   | ディヴィジオン・ドゥ       | 42       | 17       | 14       | 11       | 62       | 44       | 65       | 4位      | 8回戦敗退    | ベスト32     |
| 1998-99   | ディヴィジオン・ドゥ       | 38       | 19       | 7        | 12       | 45       | 35       | 64       | 4位      | ベスト16     | 1回戦敗退    |
| 1999-2000 | ディヴィジオン・ドゥ       | 38       | 25       | 8        | 5        | 58       | 25       | 83       | 1位      | ベスト64     | 1回戦敗退    |
| 2000-01   | ディヴィジオン・アン       | 34       | 16       | 11       | 7        | 43       | 27       | 59       | 3位      | ベスト64     | ベスト32     |
| 2001-02   | ディヴィジオン・アン       | 34       | 15       | 11       | 8        | 39       | 32       | 56       | 5位      | ベスト64     | ベスト32     |
| 2002-03   | リーグ・アン               | 38       | 10       | 12       | 16       | 29       | 44       | 42       | 14位     | ベスト16     | 準々決勝敗退 |
| 2003-04   | リーグ・アン               | 38       | 14       | 9        | 15       | 41       | 41       | 51       | 10位     | ベスト64     | ベスト16     |
| 2004-05   | リーグ・アン               | 38       | 18       | 13       | 7        | 52       | 29       | 67       | 2位      | ベスト16     | ベスト16     |
| 2005-06   | リーグ・アン               | 38       | 16       | 14       | 8        | 56       | 31       | 62       | 3位      | 準々決勝敗退 | ベスト16     |
| 2006-07   | リーグ・アン               | 38       | 13       | 11       | 14       | 45       | 43       | 50       | 10位     | ベスト16     | ベスト16     |
| 2007-08   | リーグ・アン               | 38       | 13       | 18       | 7        | 45       | 32       | 57       | 7位      | ベスト16     | ベスト32     |
| 2008-09   | リーグ・アン               | 38       | 17       | 13       | 8        | 51       | 39       | 64       | 5位      | 準々決勝敗退 | ベスト32     |
| 2009-10   | リーグ・アン               | 38       | 21       | 7        | 10       | 72       | 40       | 70       | 4位      | ベスト64     | 準々決勝敗退 |
| 2010-11   | リーグ・アン               | 38       | 21       | 13       | 4        | 68       | 36       | 76       | 1位      | 優勝         | 準々決勝敗退 |
| 2011-12   | リーグ・アン               | 38       | 21       | 11       | 6        | 72       | 39       | 74       | 3位      | 準々決勝敗退 | 準々決勝敗退 |
| 2012-13   | リーグ・アン               | 38       | 16       | 14       | 8        | 59       | 40       | 62       | 6位      | ベスト16     | 準決勝敗退   |
| 2013-14   | リーグ・アン               | 38       | 20       | 11       | 7        | 46       | 26       | 71       | 3位      | 準々決勝敗退 | ベスト32     |
| 2014-15   | リーグ・アン               | 38       | 16       | 8        | 14       | 43       | 42       | 56       | 8位      | ベスト64     | 準決勝敗退   |
| 2015-16   | リーグ・アン               | 38       | 15       | 15       | 8        | 39       | 27       | 60       | 5位      | ベスト32     | 準優勝       |
| 2016-17   | リーグ・アン               | 38       | 13       | 7        | 18       | 40       | 47       | 46       | 11位     | 準々決勝敗退 | ベスト16     |
| 2017-18   | リーグ・アン               | 38       | 10       | 8        | 20       | 41       | 67       | 38       | 17位     | ベスト32     | ベスト16     |
| 2018-19   | リーグ・アン               | 38       | 22       | 9        | 7        | 68       | 33       | 75       | 2位      | ベスト16     | 3回戦敗退    |
| 2019-20   | リーグ・アン               | 28       | 15       | 4        | 9        | 35       | 27       | 49       | 4位      | ベスト16     | 準決勝敗退   |
| 2020-21   | リーグ・アン               | 38       | 24       | 11       | 3        | 64       | 23       | 83       | 1位      | ベスト16     | ─            |
| 2021-22   | リーグ・アン               | 38       | 14       | 13       | 11       | 48       | 48       | 55       | 10位     | ベスト32     | ─            |
| 2022-23   | リーグ・アン               | 38       | 19       | 10       | 9        | 65       | 44       | 67       | 5位      | ベスト16     | ─            |
| 2023-24   | リーグ・アン               | 38       |          |          |          |          |          |          | 位       |              | ─            |

## 欧州の成績
| シーズン | 大会                     | ラウンド            | 対戦相手                     | ホーム       | アウェー     | 合計    |  |
| -------- | ------------------------ | ------------------- | ---------------------------- | ------------ | ------------ | ------- |  |
| 2001-02  | UEFAチャンピオンズリーグ | 予選3回戦           | パルマ                       | 0-1          | 2-0          | 2-1     |  |
| 2001-02  | UEFAチャンピオンズリーグ | 1次グループ リーグG | マンチェスター・ユナイテッド | 1-1          | 0-1          | 3位     |  |
| 2001-02  | UEFAチャンピオンズリーグ | 1次グループ リーグG | オリンピアコス               | 3-1          | 1-2          | 3位     |  |
| 2001-02  | UEFAチャンピオンズリーグ | 1次グループ リーグG | デポルティーボ               | 1-1          | 1-1          | 3位     |  |
| 2001-02  | UEFAカップ               | 3回戦               | フィオレンティーナ           | 2-0          | 1-0          | 3-0     |  |
| 2001-02  | UEFAカップ               | 4回戦               | ボルシア・ドルトムント       | 1-1          | 0-0          | 1-1 (a) |  |
| 2002     | UEFAインタートトカップ   | 3回戦               | グロリア・ビストリツァ       | 1-0          | 2-0          | 3-0     |  |
| 2002     | UEFAインタートトカップ   | 準決勝              | アストン・ヴィラ             | 1-1          | 2-0          | 3-1     |  |
| 2002     | UEFAインタートトカップ   | 決勝                | シュトゥットガルト           | 1-0          | 0-2          | 1-2     |  |
| 2004     | UEFAインタートトカップ   | 3回戦               | ディナモ・ミンスク           | 2-1          | 2-2          | 4-3     |  |
| 2004     | UEFAインタートトカップ   | 準決勝              | スラヴェン・ベルポ           | 3-0          | 1-1          | 4-1     |  |
| 2004     | UEFAインタートトカップ   | 決勝                | レイリア                     | 0-0          | 2-0 (a.e.t.) | 2-0     |  |
| 2004-05  | UEFAカップ               | 1回戦               | シェルボーン                 | 2-0          | 2-2          | 4-2     |  |
| 2004-05  | UEFAカップ               | グループH           | アレマニア・アーヘン         | N/A          | 0-1          | 1位     |  |
| 2004-05  | UEFAカップ               | グループH           | ゼニト                       | 2-1          | N/A          | 1位     |  |
| 2004-05  | UEFAカップ               | グループH           | AEKアテネ                    | N/A          | 2-1          | 1位     |  |
| 2004-05  | UEFAカップ               | グループH           | セビージャ                   | 1-0          | N/A          | 1位     |  |
| 2004-05  | UEFAカップ               | ラウンド32          | バーゼル                     | 2-0          | 0-0          | 2-0     |  |
| 2004-05  | UEFAカップ               | ラウンド16          | オセール                     | 0-1          | 0-0          | 0-1     |  |
| 2005-06  | UEFAチャンピオンズリーグ | グループD           | ベンフィカ                   | 0-0          | 0-1          | 3位     |  |
| 2005-06  | UEFAチャンピオンズリーグ | グループD           | ビジャレアル                 | 0-0          | 0-1          | 3位     |  |
| 2005-06  | UEFAチャンピオンズリーグ | グループD           | マンチェスター・ユナイテッド | 1-0          | 0-0          | 3位     |  |
| 2005-06  | UEFAカップ               | ラウンド32          | シャフタール・ドネツク       | 3-2          | 0-0          | 3-2     |  |
| 2005-06  | UEFAカップ               | ラウンド16          | セビージャ                   | 1-0          | 0-2          | 1-2     |  |
| 2006-07  | UEFAチャンピオンズリーグ | 予選3回戦           | ラボトニツキ                 | 3-0          | 1-0          | 4-0     |  |
| 2006-07  | UEFAチャンピオンズリーグ | グループH           | アンデルレヒト               | 2-2          | 1-1          | 2位     |  |
| 2006-07  | UEFAチャンピオンズリーグ | グループH           | ミラン                       | 0-0          | 2-0          | 2位     |  |
| 2006-07  | UEFAチャンピオンズリーグ | グループH           | AEKアテネ                    | 3-1          | 0-1          | 2位     |  |
| 2006-07  | UEFAチャンピオンズリーグ | ラウンド16          | マンチェスター・ユナイテッド | 0-1          | 0-1          | 0-2     |  |
| 2009-10  | UEFAヨーロッパリーグ     | 予選3回戦           | セヴォイノ                   | 2-0          | 2-0          | 4-0     |  |
| 2009-10  | UEFAヨーロッパリーグ     | プレーオフ          | ヘンク                       | 4-2          | 2-1          | 6-3     |  |
| 2009-10  | UEFAヨーロッパリーグ     | グループB           | スラヴィア・プラハ           | 3-1          | 5-1          | 2位     |  |
| 2009-10  | UEFAヨーロッパリーグ     | グループB           | バレンシア                   | 1-1          | 1-3          | 2位     |  |
| 2009-10  | UEFAヨーロッパリーグ     | グループB           | ジェノア                     | 3-0          | 2-3          | 2位     |  |
| 2009-10  | UEFAヨーロッパリーグ     | ラウンド32          | フェネルバフチェ             | 2-1          | 1-1          | 3-2     |  |
| 2009-10  | UEFAヨーロッパリーグ     | ラウンド16          | リヴァプール                 | 1-0          | 0-3          | 1-3     |  |
| 2010-11  | UEFAヨーロッパリーグ     | プレーオフ          | ヴァスルイ                   | 2-0          | 0-0          | 2-0     |  |
| 2010-11  | UEFAヨーロッパリーグ     | グループC           | スポルティングCP             | 1-2          | 0-1          | 2位     |  |
| 2010-11  | UEFAヨーロッパリーグ     | グループC           | レフスキ・ソフィア           | 1-0          | 2-2          | 2位     |  |
| 2010-11  | UEFAヨーロッパリーグ     | グループC           | ヘント                       | 3-0          | 1-1          | 2位     |  |
| 2010-11  | UEFAヨーロッパリーグ     | ラウンド32          | PSV                          | 2-2          | 1-3          | 3-5     |  |
| 2011-12  | UEFAチャンピオンズリーグ | グループB           | CSKAモスクワ                 | 2-2          | 2-0          | 4位     |  |
| 2011-12  | UEFAチャンピオンズリーグ | グループB           | トラブゾンスポル             | 0-0          | 1-1          | 4位     |  |
| 2011-12  | UEFAチャンピオンズリーグ | グループB           | インテル                     | 0-1          | 1-2          | 4位     |  |
| 2012-13  | UEFAチャンピオンズリーグ | プレーオフ          | コペンハーゲン               | 2-0 (a.e.t.) | 0-1          | 2-1     |  |
| 2012-13  | UEFAチャンピオンズリーグ | グループF           | バイエルン・ミュンヘン       | 0-1          | 1-6          | 4位     |  |
| 2012-13  | UEFAチャンピオンズリーグ | グループF           | バレンシア                   | 0-1          | 0-2          | 4位     |  |
| 2012-13  | UEFAチャンピオンズリーグ | グループF           | BATE                         | 1-3          | 2-0          | 4位     |  |
| 2014-15  | UEFAチャンピオンズリーグ | 予選3回戦           | グラスホッパーズ             | 1-1          | 2-0          | 3-1     |  |
| 2014-15  | UEFAチャンピオンズリーグ | プレーオフ          | ポルト                       | 0-1          | 0-2          | 0-3     |  |
| 2014-15  | UEFAヨーロッパリーグ     | グループH           | ヴォルフスブルク             | 0-3          | 1-1          | 4位     |  |
| 2014-15  | UEFAヨーロッパリーグ     | グループH           | エヴァートン                 | 0-0          | 0-3          | 4位     |  |
| 2014-15  | UEFAヨーロッパリーグ     | グループH           | クラスノダール               | 1-1          | 1-1          | 4位     |  |
| 2016-17  | UEFAヨーロッパリーグ     | プレーオフ          | ガバラ                       | 1-1          | 0-1          | 1-2     |  |
| 2019-20  | UEFAヨーロッパリーグ     | グループH           | チェルシー                   | 1-2          | 1-2          | 4位     |  |
| 2019-20  | UEFAヨーロッパリーグ     | グループH           | アヤックス                   | 0-2          | 0-3          | 4位     |  |
| 2019-20  | UEFAヨーロッパリーグ     | グループH           | バレンシア                   | 1-1          | 1-4          | 4位     |  |
| 2020-21  | UEFAヨーロッパリーグ     | グループH           | セルティック                 | 2-2          | 2-3          | 2位     |  |
| 2020-21  | UEFAヨーロッパリーグ     | グループH           | スパルタ・プラハ             | 2-1          | 4-1          | 2位     |  |
| 2020-21  | UEFAヨーロッパリーグ     | グループH           | ミラン                       | 1-1          | 3-0          | 2位     |  |
| 2020-21  | UEFAヨーロッパリーグ     | ラウンド32          | アヤックス                   | 1-2          | 1-2          | 2-4     |  |
| 2021-22  | UEFAチャンピオンズリーグ | グループG           | ヴォルフスブルク             | 0-0          | 3-1          | 1位     |  |
| 2021-22  | UEFAチャンピオンズリーグ | グループG           | レッドブル・ザルツブルク     | 1-0          | 1-2          | 1位     |  |
| 2021-22  | UEFAチャンピオンズリーグ | グループG           | セビージャ                   | 0-0          | 2-1          | 1位     |  |
| 2021-22  | UEFAチャンピオンズリーグ | ラウンド16          | チェルシー                   | 1-2          | 0-2          | 1-4     |  |

## 現所属メンバー
リーグ・アン2023-24シーズン 基本フォーメーション(4-2-3-1)
2025年2月3日現在
注：選手の国籍表記はFIFAの定めた代表資格ルールに基づく。
| No. | Pos. |              | 選手名                         |
| --- | ---- | ------------ | ------------------------------ |
| 1   | GK   | イタリア     | ヴィト・マンノーネ             |
| 2   | DF   | アルジェリア | アイサ・マンディ ()            |
| 4   | DF   | ブラジル     | アレクサンドロ ★               |
| 5   | DF   | スウェーデン | ガブリエル・グドムンドソン     |
| 6   | MF   | アルジェリア | ナビル・ベンタレブ ()          |
| 7   | MF   | アイスランド | ハコン・アルナル・ハラルドソン |
| 8   | MF   | イングランド | アンヘル・ゴメス () ()         |
| 9   | FW   | カナダ       | ジョナサン・デイヴィッド ()    |
| 10  | MF   | フランス     | レミ・カベッラ ()              |
| 11  | FW   | モロッコ     | オサメ・サハラウィ ()          |
| 12  | DF   | ベルギー     | トーマス・ムニエ               |
| 14  | DF   | フランス     | サミュエル・ユムティティ ()    |
| 16  | GK   | フランス     | マルク＝オレル・カイヤール     |

| No. | Pos. |                  | 選手名                                |
| --- | ---- | ---------------- | ------------------------------------- |
| 17  | MF   | コンゴ民主共和国 | エンガラエル・ムカウ ()               |
| 18  | DF   | フランス         | バフォデ・ディアキテ ()               |
| 19  | FW   | ベルギー         | マティアス・フェルナンデス＝パルド () |
| 20  | DF   | オランダ         | ミッチェル・バッケル                  |
| 21  | MF   | フランス         | バンジャマン・アンドレ                |
| 22  | DF   | ポルトガル       | ティアゴ・サントス                    |
| 23  | MF   | コソボ           | エドン・ジェグロヴァ () ()            |
| 24  | FW   | イングランド     | チュバ・アクポム ()                   |
| 26  | MF   | ポルトガル       | アンドレ・ゴメス                      |
| 29  | MF   | フランス         | エタン・エムバペ () ()                |
| 30  | GK   | フランス         | リュカ・シュヴァリエ                  |
| 31  | DF   | ブラジル         | イスマイリー ★                        |
| 32  | MF   | フランス         | アユブ・ブアディ ()                   |

※括弧内の国旗はその他保有国籍、もしくは市民権、星印は外国人枠選手を示す。
監督
- パウロ・フォンセカ

### ローン移籍
in
注：選手の国籍表記はFIFAの定めた代表資格ルールに基づく。
| No. | Pos. |          | 選手名                              |
| --- | ---- | -------- | ----------------------------------- |
| 20  | DF   | オランダ | ミッチェル・バッケル (アタランタBC) |

| No. | Pos. |              | 選手名                        |
| --- | ---- | ------------ | ----------------------------- |
| 24  | FW   | イングランド | チュバ・アクポム (アヤックス) |

out
注：選手の国籍表記はFIFAの定めた代表資格ルールに基づく。
| No. | Pos. |              | 選手名                                      |
| --- | ---- | ------------ | ------------------------------------------- |
| --  | DF   | ポルトガル   | ラファエル・フェルナンデス (レンジャーズFC) |
| --  | DF   | フランス     | ウスマン・トゥレ (ヴァランシエンヌFC)       |
| --  | MF   | フランス     | ウゴ・ラグーベル (USLダンケルク)            |
| --  | MF   | アルゼンチン | イグナシオ・ミラモン (ボカ・ジュニアーズ)   |

| No. | Pos. |            | 選手名                                        |
| --- | ---- | ---------- | --------------------------------------------- |
| --  | FW   | ギニア     | モハメド・バヨ (ロイヤル・アントワープFC)     |
| --  | FW   | フランス   | アラン・ヴィルジニウス (BSCヤングボーイズ)    |
| --  | FW   | ポルトガル | ティアゴ・モライス (リオ・アヴェFC)           |
| --  | FW   | セルビア   | アンドレイ・イリッチ (1.FCウニオン・ベルリン) |

## 歴代監督
歴代監督には、元ベルギー代表のジョルジュ・ヘイレンス（1984年-1989年）、2002年から2004年にフランス代表を指揮したジャック・サンティニ（1989年-1992年）、2002 FIFAワールドカップでセネガル代表を指揮したブルーノ・メツ（1992年-1993年）、かつてフランス代表のアシスタントコーチを務めたピエール・マンコウスキ（1993年-1994年）、1990年代後半の復調に貢献したヴァイッド・ハリルホジッチ（1998年-2002年）、オリンピック・リヨン監督に転身したクロード・ピュエル（2002年-2008年）などがいる。

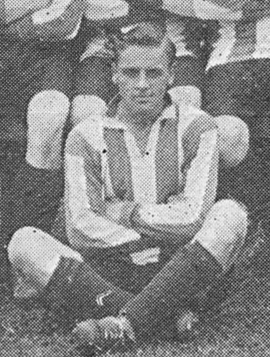
ジョージ・ベリー

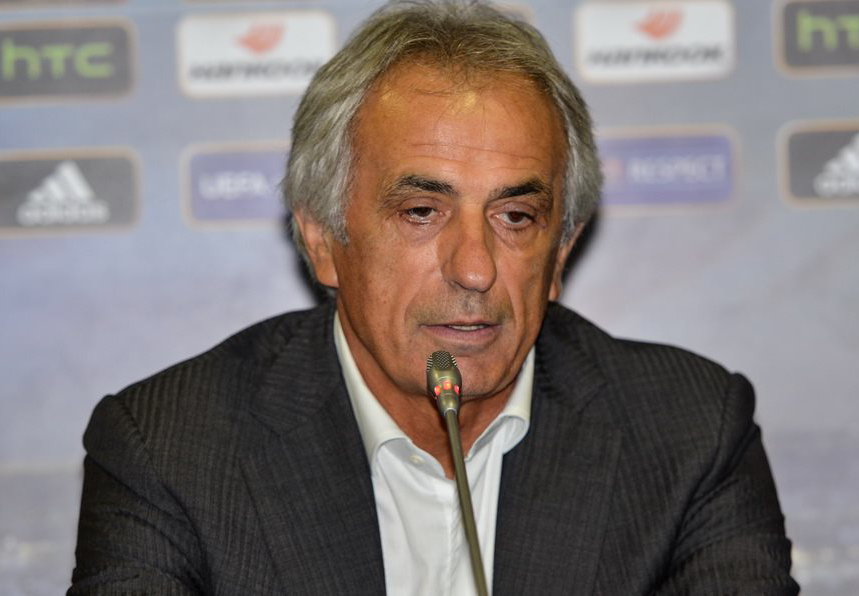
ヴァイッド・ハリルホジッチ

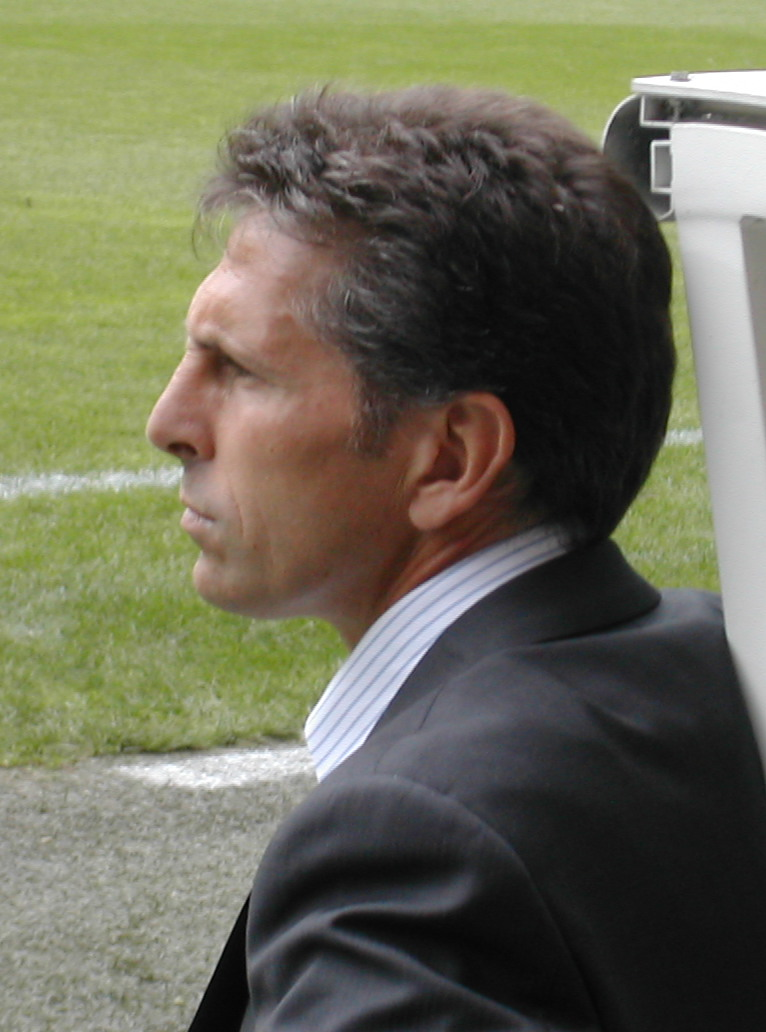
クロード・ピュエル

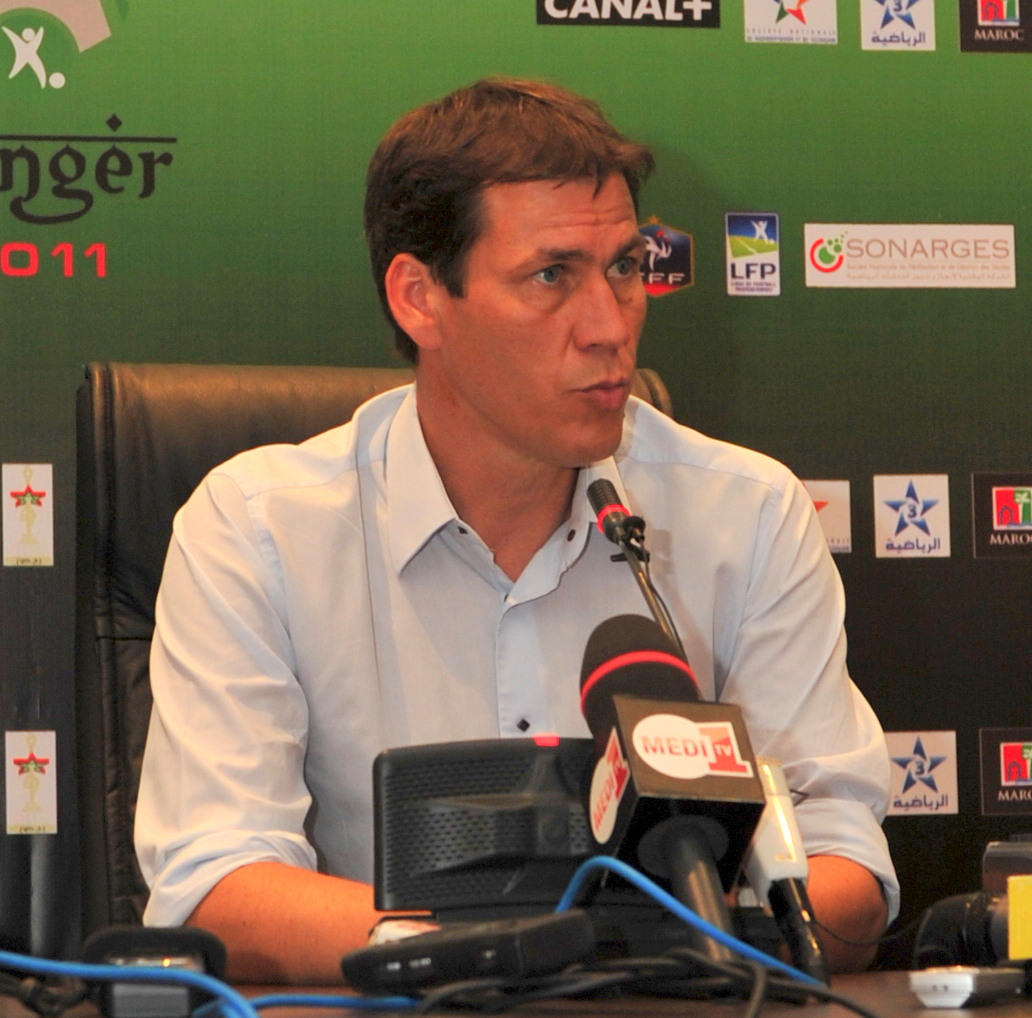
リュディ・ガルシア

- ジョージ・ベリー 1944-1946
- André Cheuva 1946-1958
- Jacques Delepaut 1958-1959
- Jules Vandooren 1959-1961
- Jean Baratte 1961-1962
- Guy Poitevin 1962-1963
- Jules Bigot 1963-1966
- Jean-Charles Van Gool 1966
- Daniel Langrand 1966-1969
- Joseph Jedrejak 1969-1970
- René Gardien 1970-1973
- Georges Peyroche 1973-1976
- Charles Samoy 1976-1977
- ホセ・アリバス 1977-1982
- Arnaud Dos Santos 1982-1984
- ジョルジュ・ヘイレンス 1984-1989
- ジャック・サンティニ 1989.7-1992.6

1991年はミラン・デュリシッチ監督と共同
- ブルーノ・メツ 1992.7-1993.2
- ヘンリク・カスペルチャク 1993
- ピエール・マンコウスキ 1993-1994
- ジャン・フェルナンデス 1994-1995
- ジャン＝ミシェル・カヴァリ 1995-1997
- Hervé Gauthier /  Charles Samoy 1997.3-1997.6
- ティエリ・フロジェ 1997-1998
- ヴァイッド・ハリルホジッチ 1998-2002
- クロード・ピュエル 2002-2008
- リュディ・ガルシア 2008-2013
- ルネ・ジラール 2013-2015
- エルヴェ・ルナール 2015
- フレデリック・アントネッティ 2015-2016
- パトリック・コロ 2016-2017
- マルセロ・ビエルサ 2017
- クリストフ・ガルティエ 2017-2021
- ジョスリン・グヴェベネック 2021-2022
- パウロ・フォンセカ 2022-2024
- ブリュノ・ジェネジオ 2024

## 歴代所属選手

### GK
- ベルナール・ラマ 1981-1982, 1984-1989
- トニー・シルヴァ 2004-2008
- ミカエル・ランドロー 2009-2012

### DF
- ジョスリン・アングロマ 1987-1990
- パスカル・シガン 1995-2002
- マチュー・デルピエール 1999-2004
- グレゴリー・タフォロー 2001-2009
- エリック・アビダル 2002-2004
- エフスタティオス・タヴラリディス 2004-2007

- ダンテ・ボンフィム・コスタ・サントス 2004-2006
- ステファン・リヒトシュタイナー 2005-2008
- アディル・ラミ 2006-2011
- リカルド・コスタ 2010
- マルコ・バシャ 2011-2017

### MF
- ボロ・プリモラツ 1976-1982
- キム・ヴィルフォルト 1985-1986
- アントワヌ・シビエルスキー 1992-1996
- クリストフ・ランドラン 1996-2005
- ブルーノ・シェイル 1998-2002
- ベノワ・シェイル 1999-2004
- シルバン・エンディアエ 2000-2003
- ミル・ステリョフスキー 2000-2004
- ジャン・マクーン 2002-2008
- マチュー・ボドメ 2003-2007

- ヨアン・キャバイェ 2004-2011
- アブドゥルカデル・ケイタ 2005-2007
- ミチェル・バストス 2006-2009
- エデン・アザール 2007-2012
- リオ・マヴュバ 2008-2017
- ジェルヴィーニョ 2009-2011
- ベノワ・ペドレッティ 2011-2013
- ジョー・コール 2011-2012
- マルヴァン・マルタン 2012-2017

### FW
- ジャン・ヴァンサン 1950-1956
- エルウィン・ヴァンデンベルグ 1986-1990
- アベディ・ペレ 1989-1990
- ケネット・アンデション 1993-1994
- サラヘディン・バシル 2001-2002
- ケヴィン・ミララス 2004-2008
- パトリック・クライファート 2007-2008

- トゥーリオ・デ・メロ 2008-2014
- ローベルト・ヴィッテク 2008-2010
- ピエール＝アラン・フロー 2008-2011
- ムサ・ソウ 2010-2012
- サロモン・カルー 2012-2014